# Vinterkyndel
Vinterkyndel, Satureja montana L. är en flerårig halvbuske.
I äldre litteratur kan växtsläkten vara stavade Satureia, vilket ej ska förväxlas med insektsläktet Satureia.

## Underarter
- Satureja confinis f. fauriei	(H.Lév. & Vaniot) Ohwi, (1931)
- Satureja kuegleri var. hyssopifolia (Webb & Berthel.) R.H.Willemse, (1991)
- Satureja montana subvar. canescens (Rouy) O.Bolòs & Vigo, (1983)
- Satureja montana var. chamaebuxus Briq., (1893)
- Satureja montana var. citriodora.
- Satureja montana var. communis Vis.
- Satureja montana ssp. cuneifolia (Ten.) O.Bolòs & Vigo, (1983)
- Satureja montana var. gracilis (Willk.) O.Bolòs & Vigo, (1983)
- Satureja montana ssp. illyrica
- Satureja montana ssp. kitaibelii (Wierzb. ex Heuff.) P.W.Ball, (1972)
- Satureja montana ssp. macedonica. (Formánek) Baden, (1991).
Växer i norra Grekland.
- Satureja montana ssp. montana.
Växer i syd- och sydöstra Europa.
- Satureja montana var. obovata (Lag.) O.Bolòs & Vigo, (1983)
- Satureja montana ssp. obovata (Lag.) O.Bolòs & Vigo, (1983)
- Satureja montana ssp. pisidia. (Wettst.) Šilic, (1975).
Växer på nordvästliga delen av Balkan och från Turkiet till Libanon.
- Satureja montana var. stenophylla Boiss., (1879)
- Satureja montana ssp. subdentata (Boiss.) Menitsky, (1992)
- Satureja montana f. subquadrangula (Rohlena) Šilić, (1975)
- Satureja montana fo. subquadrangula (Rohlena) Šilić, (1974/1975)
- Satureja montana var. subquadrangula Rohlena
- Satureja montana ssp. taurica (Velen.) P.W.Ball, (1972)
- Satureja montana ssp. variegata. (Host) P.W.Ball, (1972).
Växer från nordöstliga Italien till västra Balkan.
- Thymus alpestris var. praeflorens Ronniger, (1932)
- Thymus chamaedrys var. glabratus (Hoffmanns. & Link) Lange, (1868)
- Thymus chamaedrys var. mughicolus Beck, (1893)
- Thymus chamaedrys var. parvifolius Opiz ex Vincze von Borbás Borbás, (1890)
- Thymus chamaedrys var. rochelianus (Celak.) Nyman
- Thymus chamaedrys subsp. montanus (Benth.) Nyman, (1881)
- Thymus montanus var. amplificatus Schur
- Thymus montanus var. danubialis Simonk., (1890)
- Thymus montanus var. flos-cuculi (Lyka) Ronniger, (1930)
- Thymus montanus fo. punctatus K.Malý, (1923)
- Thymus porcii f. juranyianus (Borbás) Gusul., (1963)
- Thymus pulegioides var. adscendens (Wimm. & Grab.) Cap, (1880)
- Thymus pulegioides var. alsaticus Debray, (1972)
- Thymus pulegioides subvar. armoricanus Debray, (1972)
- Thymus pulegioides var. barbulatus (Borbás ex Ronniger) Cap, (1990)
- Thymus pulegioides subvar. barbulatus Borbás ex Ronniger, (1930)
- Thymus pulegioides var. calciphilus Debray, (1972)
- Thymus pulegioides subsp. carniolicus (Borbás ex Déségl.) P.A.Schmidt, (1972/1973)
- Thymus pulegioides subsp. chamaedrys (Fr.) Gusul., (1961)
- Thymus pulegioides var. clandestinus Schur) Ronniger, (1930)
- Thymus pulegioides subvar. courcellei Debray, (1972)
- Thymus pulegioides var. danubialis (Simonk.) Ronniger, (1930)
- Thymus pulegioides subsp. effusus (Host) Ronniger, (1936)
- Thymus pulegioides subvar. espeyracensis Debray, (1972)
- Thymus pulegioides subvar. godardii Debray, (1972)
- Thymus pulegioides f. halensis (Lyka) P.A.Schmidt, (1977)
- Thymus pulegioides var. hispida Fernald
- Thymus pulegioides var. imberbis (Lyka) Ronniger, (1930)
- Thymus pulegioides var. istriacus (Heinr.Braun) Ronniger, (1930)
- Thymus pulegioides var. jaquetianus Ronniger, (1931)
- Thymus pulegioides subvar. meduanensis Debray, (1972)
- Thymus pulegioides subsp. montanus (Benth.) Ronniger, (1954)
- Thymus pulegioides subsp. pannonicus (All.) Kerguélen, (1993)
- Thymus pulegioides var. parviflorus (Formánek) Ronniger, (1930)
- Thymus pulegioides var. parvifolius (Opiz ex Borbás) P.A.Schmidt, (1973)
- Thymus pulegioides nothosubsp. pilisiensis (Borbás) ined.
- Thymus pulegioides var. praeflorens (Ronniger) P.A.Schmidt, (1977)
- Thymus pulegioides var. prolongatus Ronniger, (1930)
- Thymus pulegioides subsp. pulchellus (Carl Anton von MeyerC.A.Mey.) Ronniger, (1932)
- Thymus pulegioides subsp. pulegioides
- Thymus pulegioides var. retzianus Debray, (1972)
- Thymus pulegioides var. rupicola Ronniger, (1930)
- Thymus pulegioides var. scleroderma Briq. ex Debray, (1972)
- Thymus pulegioides subsp. similialpestris Debray, (1977)
- Thymus pulegioides var. succinifer Ronniger, (1930)
- Thymus pulegioides var. toutonii Debray, (1972)
- Thymus pulegioides subsp. ucrainicus Klokov & Des.-Shost., (1932)
- Thymus pulegioides var. verbanensis Ronniger ex Debray, (1972)
- Thymus pulegioides var. vestitus (Lange) Jalas, (1974)
- Thymus pulegioides var. viridis (Celak.) Peter A. Schmidt P.A.Schmidt, (1977)
- Thymus serpyllum var. adscendens Wimm. & Grab., (1829)
- Thymus serpyllum f. adscendens (Wimm. & Grab.) Lyka, (1925)
- Thymus serpyllum subsp. carniolicus (Borbás ex Déségl.) Lyka, (1925)
- Thymus serpyllum var. carniolicus (Borbás ex Déségl.) Briq., (1995)
- Thymus serpyllum var. chamaedrys (Fr.) K.Koch, (1849)
- Thymus serpyllum subsp. chamaedrys (Fr.) Schübl. & G.Martens, (1834)
- Thymus serpyllum subsp. chamaedrys (Fr.) Čelak., (1873)
- Thymus serpyllum f. conglomeratus Lyka, (1925)
- Thymus serpyllum f. csatoi Lyka, (1925)
- Thymus serpyllum f. danubialis (Simonk.) Lyka, (1925)
- Thymus serpyllum f. elatior Lyka, (1925)
- Thymus serpyllum f. eunervius Lyka, (1925)
- Thymus serpyllum f. flos-cuculi Lyka, (1925)
- Thymus serpyllum f. glaber (Mill.) Lyka, (1925)
- Thymus serpyllum var. glaber (Mill.) Lyka, (1927)
- Thymus serpyllum f. halensis Lyka, (1927)
- Thymus serpyllum var. helveticus Lyka, (1927)
- Thymus serpyllum f. idae Lyka, (1925)
- Thymus serpyllum f. imberbis Lyka, (1925)
- Thymus serpyllum f. istriacus (Heinr.Braun) Lyka, (1925)
- Thymus serpyllum subsp. jaquetianus (Ronniger) O.Bolòs & Vigo, (1983)
- Thymus serpyllum f. margittaianus Lyka, (1925)
- Thymus serpyllum var. miedeanus Lyka, (1927)
- Thymus serpyllum var. minutus Lyka, (1927)
- Thymus serpyllum var. montanus Bent., (1934)
- Thymus serpyllum subsp. montanus (Benth.) Arcang.
- Thymus serpyllum subsp. montanus Archang.
- Thymus serpyllum f. noricus Lyka, (1925)
- Thymus serpyllum var. ovatus (Mill.) Briq., (1895)
- Thymus serpyllum f. ovatus (Mill.) Lyka, (1925)
- Thymus serpyllum subsp. ovatus (Mill.) Briq., (1895)
- Thymus serpyllum f. pallens (Opiz ex Déségl.) Lyka, (1925)
- Thymus serpyllum var. parviflorus Becker, (1827)
- Thymus serpyllum var. parvifolius (Opiz ex Borbás) Briq., (1895)
- Thymus serpyllum f. parvifolius (Opiz ex Borbás) Lyka, (1925)
- Thymus serpyllum f. porcii (Borbás) Lyka, (1925)
- Thymus serpyllum var. praelongus Briq., (1895)
- Thymus serpyllum f. procerus Lyka, (1925)
- Thymus serpyllum f. rochelianus (Celak.) Lyka, (1925)
- Thymus serpyllum f. sylvestris Lyka, (1925)
- Thymus serpyllum subsp. viridis Celak., (1971)
- Thymus pulegioides var. viridis (Čelak.) P.A.Schmidt, (1977)

## Beskrivning
10 – 40 cm hög, sällsynt upp till 70 cm med stammen helt eller enbart nedre delen vedartad. Övre delen har korta hår, och kan stundom skimra i violett.
Bladen är 5 – 10 mm, undantagsvis upp till 30 mm långa, och med bredden 2 – 5 mm, stundom bara 1 mm, sällsynt upp till 6 mm, skarpt spetsiga. Bladkanterna är försedda med korta hår, ytan blank.
Bladen fälls på vintern.
Blommorna sitter i bladvecken, nästan skaflösa. Färgen varierar från vitt till rosa och violett. Dess underläpp är uppdelad i 3 flikar. Överläppen är rund utan inskärningar och är obetydligt kortare än underläppen.
Blommorna finns av två slag, dels 7 – 10 mm stora tvåkönade, dels enkönade honblommor. De senare är något mindre än de tvåkönade.
Kalken är 2,5 – 6 mm lång. Sporren är 6 – 7 mm lång, kal på utsidan, men har långa hår på insidan.
Fröna är 1 à 1,4 mm stora, ovala och bruna. När en mogen frökapsel spricker förs fröna av vinden ett par meter åt sidan. Sedan kan de spridas ytterligare med hjälp av myror, myrmekokori.
I medelhavsområdet blommar vinterkyndel i juni – september; i centraleuropa någon månad senare.
Kan förökas med sticklingar.
Kromosomtalet är 2n = 30.

## Habitat
Sydeuropa, sällsynt i centraleuropa. Introducerad och bofast i Storbritannien.

## Biotop
Stenbunden, torr mark. Kalkgynnad. Mycket sol, minst 6 timmar per dag.

## Etymologi
- Släktnamnet Satureja är det latinska namnet på kyndel.
- Artepitetet montana av latin montanus = på berg belägen.

## Användning
Krydda till bland annat bönor, korv och grytor.
Underarten Satureja montana var. citriodora kokad med vatten kan användas som dryck, oegentligt kallat "te".
Prydnadsväxt i en trädgårds stenparti.
Samodlade med bönor kan vinterkyndel avskräcka för bönorna skadliga skalbaggar. Samodling med rosor kan minska mögelangrepp.
Odlas för att ge nektar till bin.
Eterisk olja (CAS-nummer 84775-97-3) kan utvinnas med vattenångdestillation med följande innehåll:
| Ämne                    | Halt (%)    | CAS-nummer |
| ----------------------- | ----------- | ---------- |
| Monoterpener            | 40 – 50     |            |
| alpha-Pinen             | 2,0 – 20,0  | 25766-18-1 |
| Borneol                 | 12,5        | 507-70-0   |
| p-Cymen                 | 10,0 – 25,0 | 99-87-6    |
| Monoterpenol C10H18O    | 10 – 60     |            |
| Linalool                | 9 – 54      | 78-70-6    |
| alpha-Terpineol C10H18O | 6 – 9       | 98-55-5    |
| gamma-Terpineol C10H18O | 2 – 10      | 586-81-2   |
| Fenol                   | 20 – 50     | 108-95-2   |
| Karvakrol               | 25 – 75     | 499-75-2   |
| Tymol                   | 1 – 5       | 89-83-8    |
| 1,8 cineol              | 3,8         | 470-82-61  |
| Monoterpenketon         | Spår        |            |
| Estrar                  | Spår        |            |
| Oxider                  | Spår        |            |

Diverse användningsområden för oljan beskrivs i innehållsämnenas artiklar.
Oljan är brandfarlig, frätande på hud och miljöfarlig.

## Bilder

Vänsterklicka på bilden för förstoring
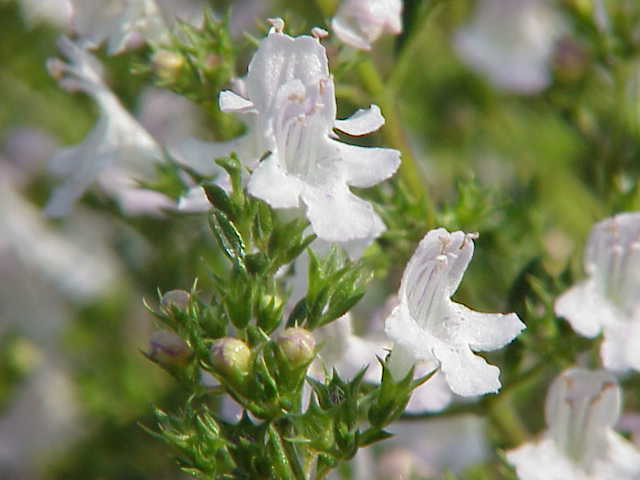
Knoppar och nyutslagna blommor Underläppen tre-flikig
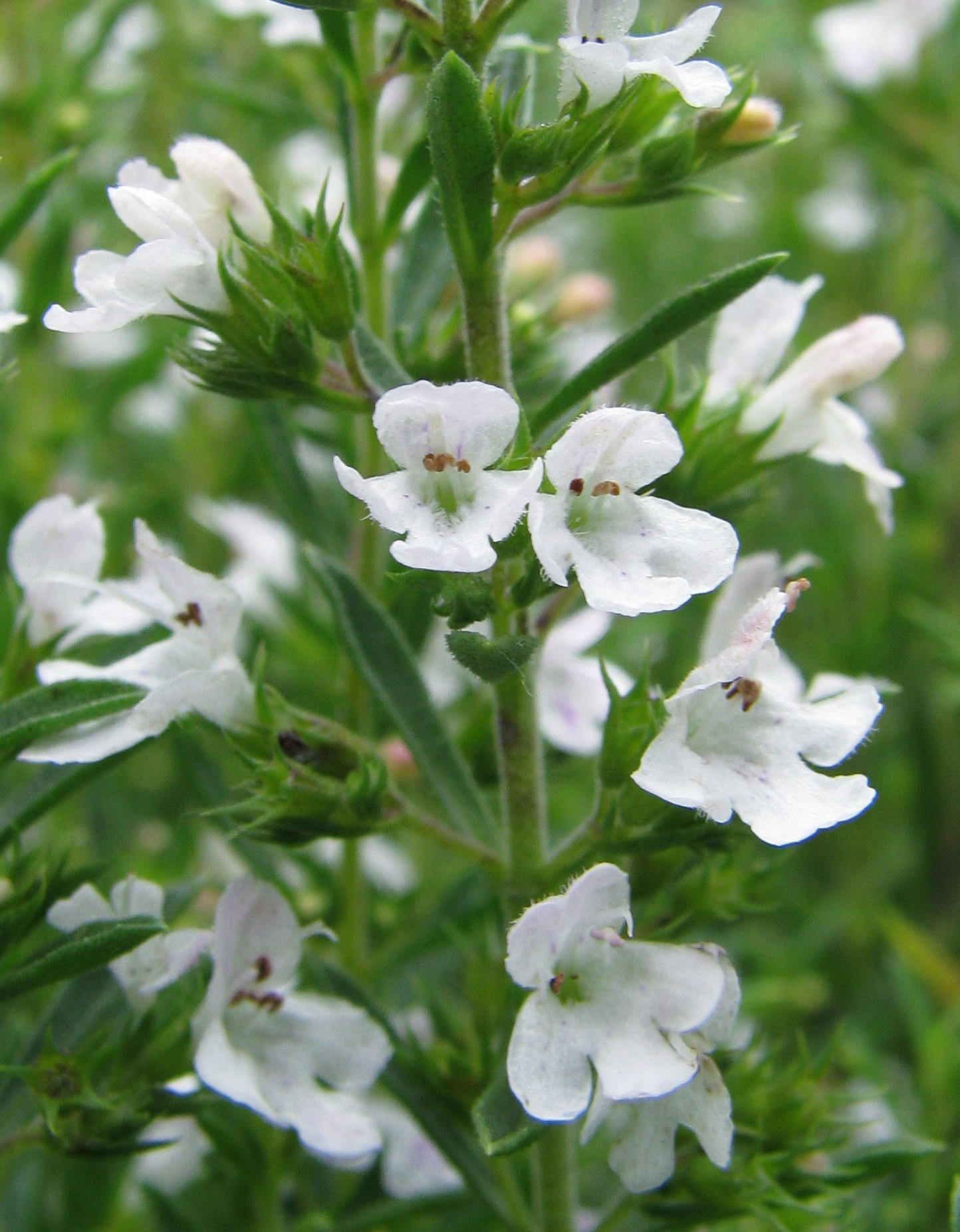
I den fullt utslagna blomman syns ståndarnas gulbruna knappar
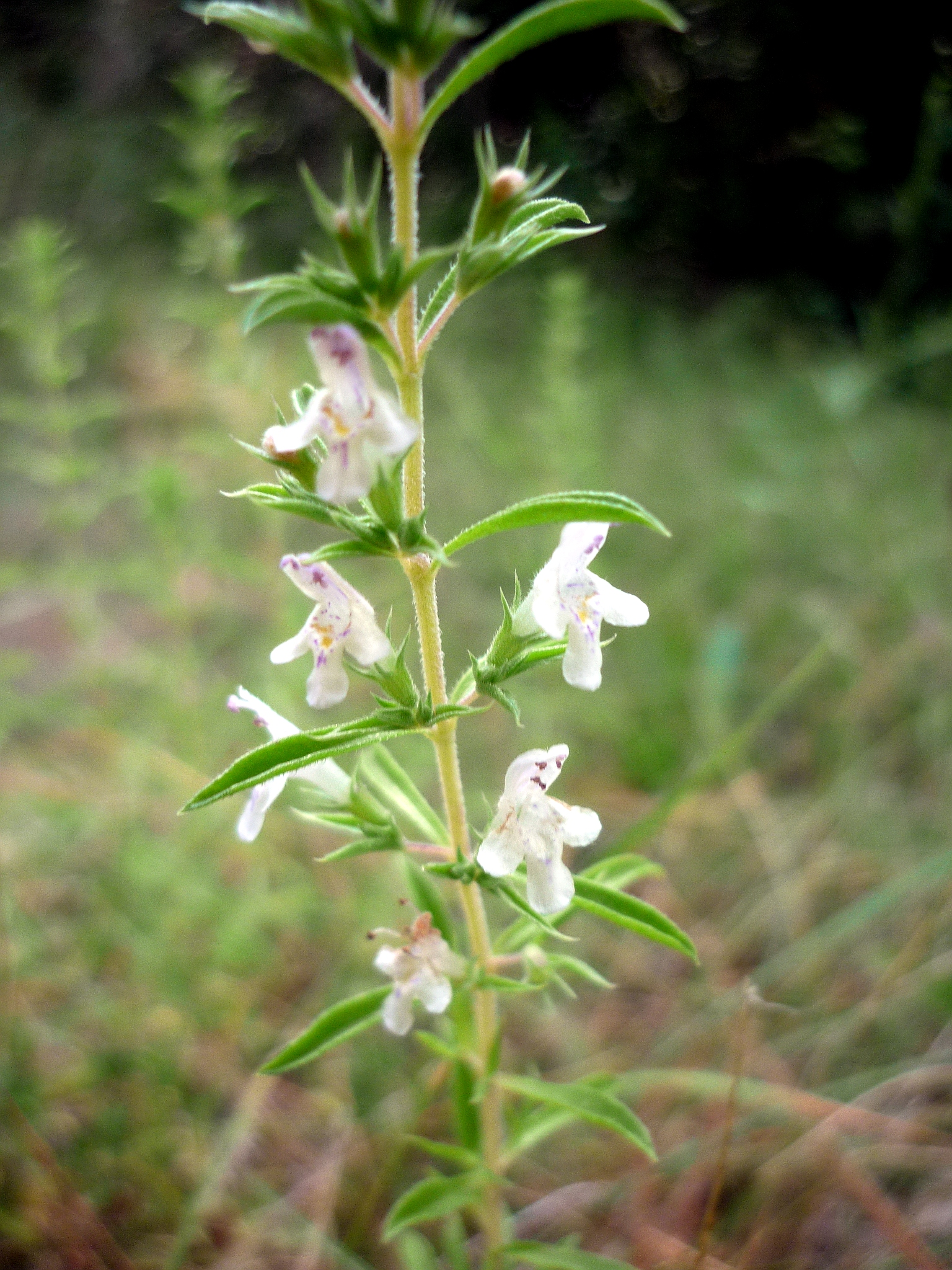
Bladen sitter motsatta två och två i våningar Närliggande våningar är vridna 90°.
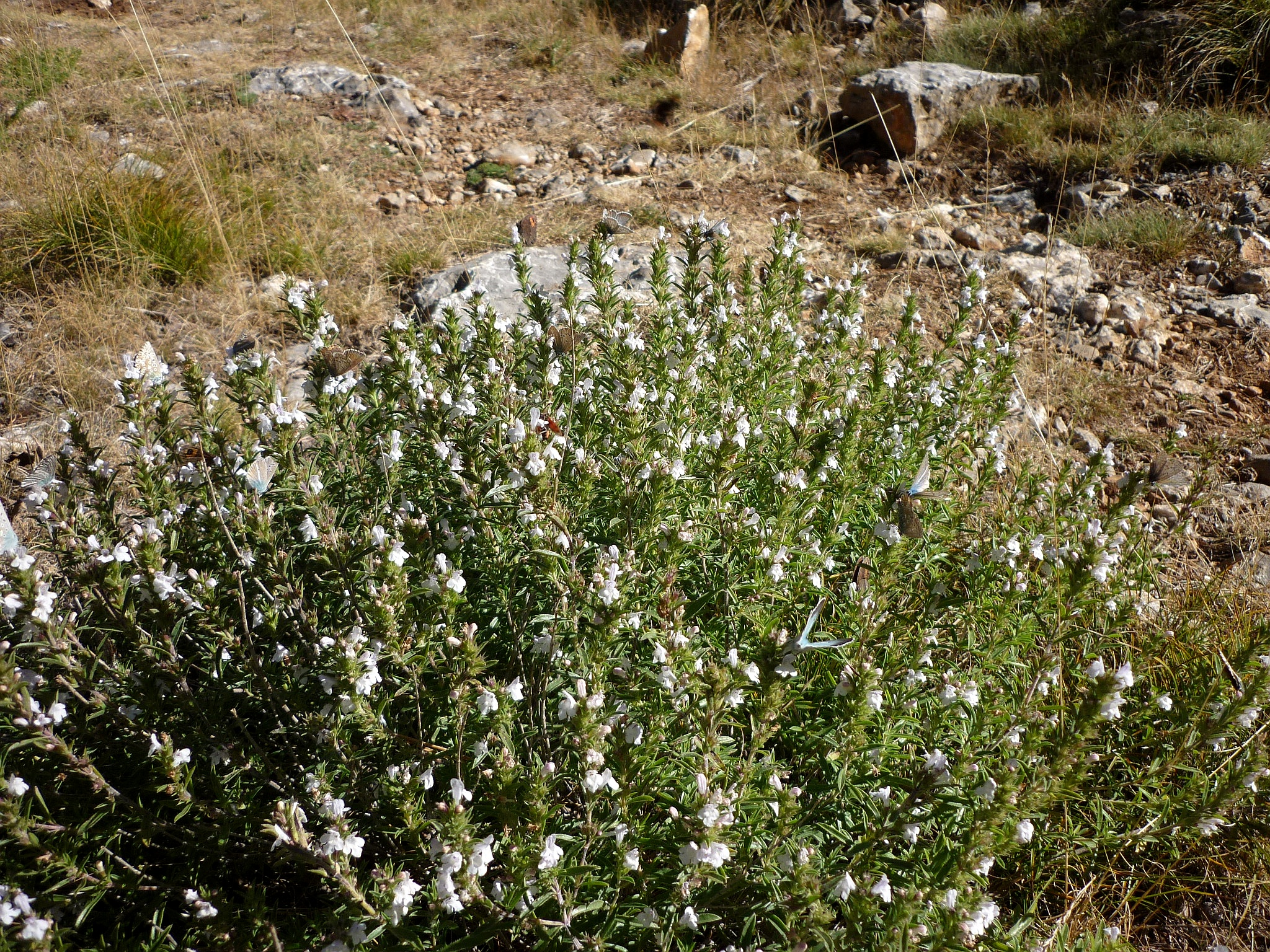
Lägg märke till markens utseende
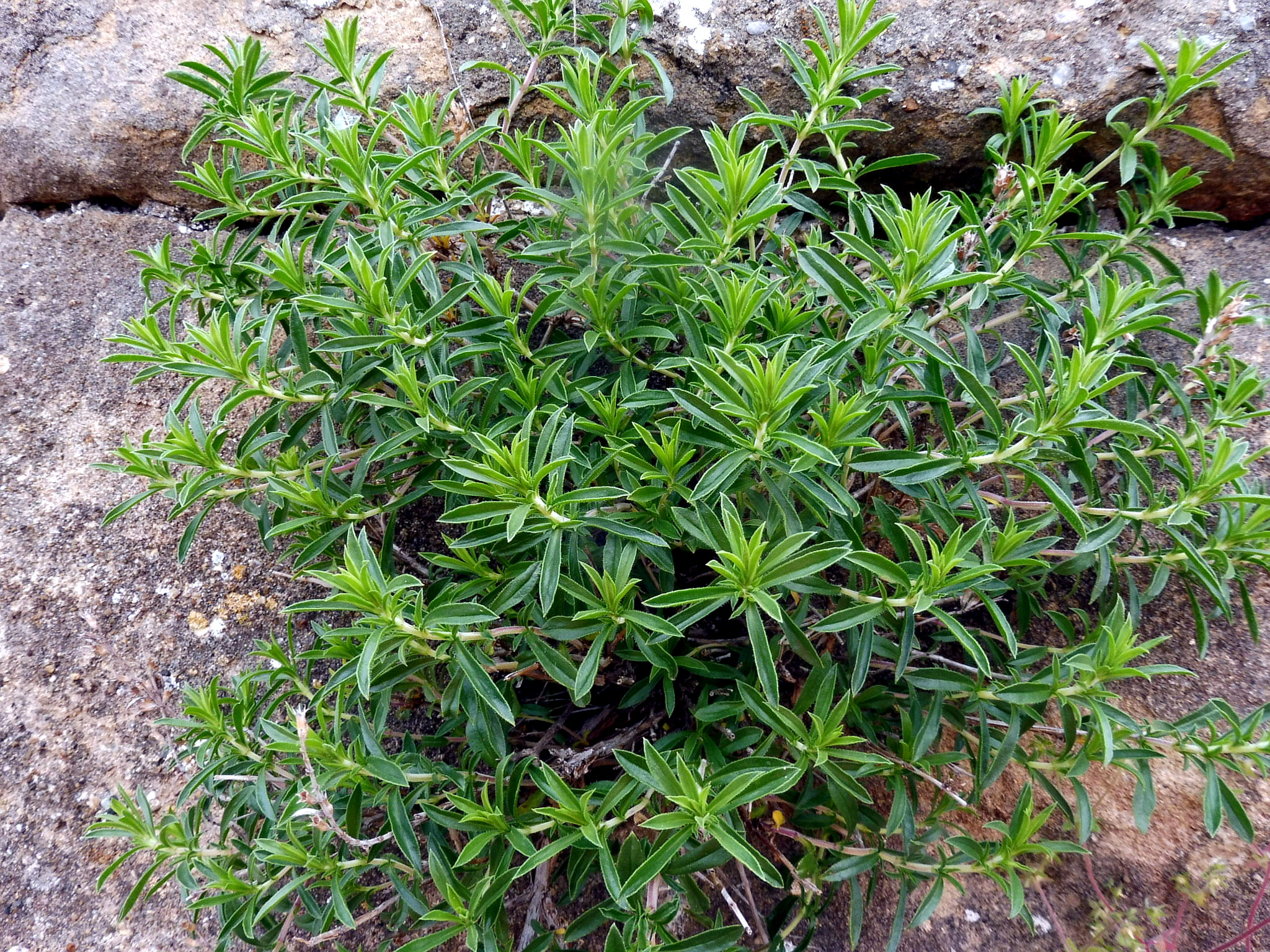
Lansettformade blad
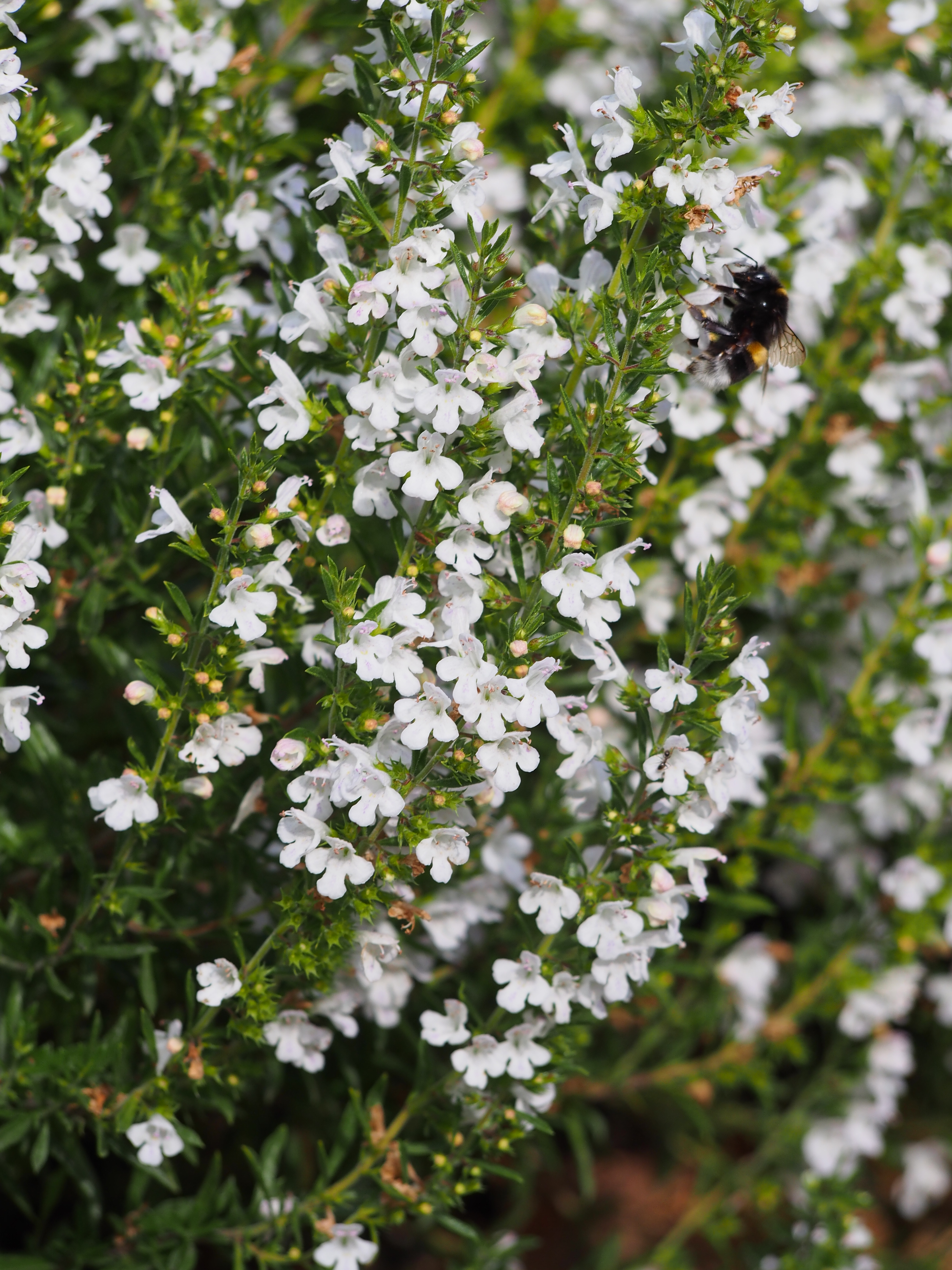
Förädlad variant 'Coeruela'
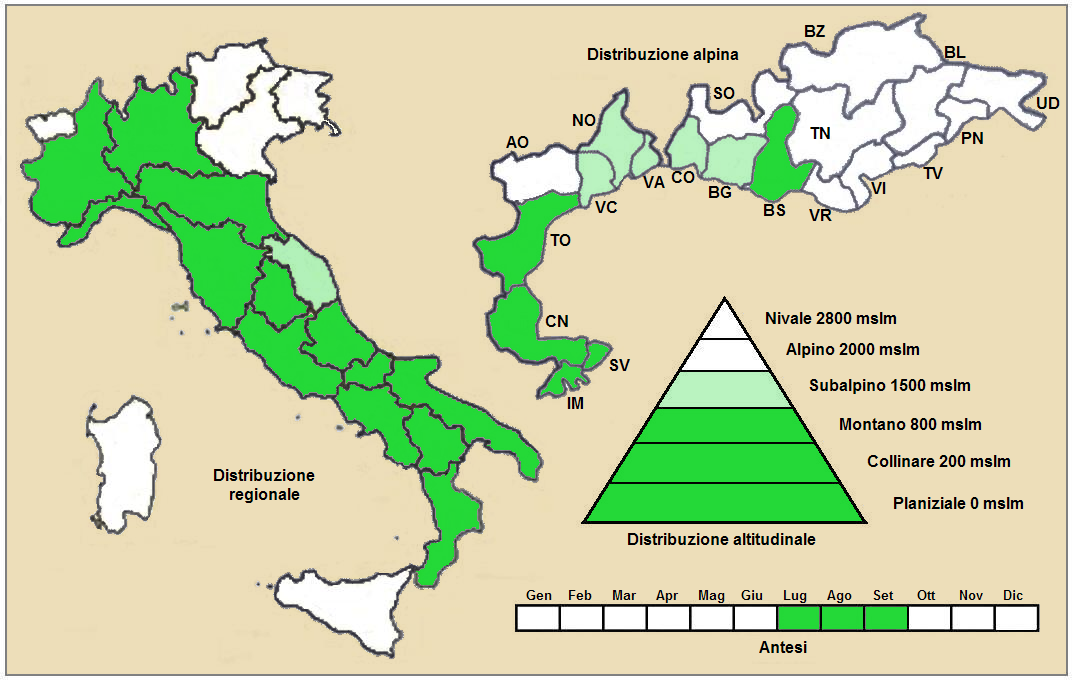
Utbredning i Italien Till höger, överst förstoring av Alperna-området. Bokstäverna är kommunbeteckningar. Mörkgrönt är på höjder upp till 800 m ö h. Ljusgrönt är på höjder  800 – 1 500 m ö h. I vita områden saknas Satureja montana.